# Turistická značená trasa 7280
 Turistická značená trasa 7280 je 12 kilometrů dlouhá žlutě značená turistická trasa Klubu českých turistů v okresech Hradec Králové a Pardubice spojující Hradec Králové s Hoděšovicemi. Převažující směr trasy je jihovýchodní a posléze severovýchodní.

## Průběh trasy
Turistická trasa má svůj počátek v místní části Hradce Králové Kluky na rozcestí se zeleně značenou trasou 4340 z Moravského Předměstí do Poběžovic. Z počátku vede jižním směrem ulicemi Hlavní a K Cikánu, na níž navazuje přechod hráze stejnojmenného rybníka. Za ním se trasa stáčí na východ a vede po zpevněné lesní cestě do blízkosti rybníka Biřička, kde vstupuje do souběhu s modře značenou trasou 1859 z Nového Hradce Králové do Vysoké nad Labem. Souběh vede po lesní cestě 0,5 km, trasa 7280 poté pokračuje samostatně po lesních cestách a pěšinách jihovýchodním směrem na rozcestí s červeně značenou trasou 0420 přicházející z centra Hradce Králové. Společně vedou po lesních pěšinách jižním a poté východním směrem k motorestu Koliba, kde trasa 0420 končí. Trasa 7280 pokračuje po silnici východním směrem do Hoděšovic, kde vstupuje do souběhu opět s trasou 4340. Společně procházejí vsí na její severní okraj, kde souběh končí. Trasa 7280 vede přes louku po asfaltové komunikaci severovýchodním směrem k lesu, kde končí na rozcestí s modře značenou trasou 1847 spojující královéhradecké Malšovice s Bělečkem.

## Turistické zajímavosti na trase
- Přírodní památka Roudnička a Datlík
- Rybník Cikán
- Naučná Planetární stezka Hradec Králové
- Naučná Vodnická stezka
- Naučná stezka Koliba
- Motorest Koliba
- Vysílač Hradec Králové – Hoděšovice
- Pomník obětem první a druhé světové války v Hoděšovicích
- Socha Krista v Hoděšovicích